# Fimasartan
Fimasartan (łac. fimasartanum) – wielofunkcyjny organiczny związek chemiczny, lek stosowany w leczeniu nadciśnienia tętniczego, hamujący działanie angiotensyny II poprzez blokadę receptora angiotensynowego typu 1 (AT1).

## Historia
Fimasartan, dziewiąty zarejestrowany sartan, jest pierwszym lekiem nadciśnieniowym opracowanym w Korei Południowej (Boryung Pharmaceutical). Fimasartan został zarejestrowany w Korei Południowej w 2010 i wprowadzony na rynek w marcu 2011.

## Mechanizm działania
Fimasartan jest antagonistą receptora angiotensyny II hamującym działanie angiotensyny II poprzez blokadę receptora angiotensynowego typu 1 (AT1). Fimasartan jest wydalany przede wszystkim z żółcią w niezmienionej postaci. Działanie fimasartanu po podaniu doustnym rozpoczyna się w ciągu 30 minut, utrzymuje się przez do 48 godzin, a maksymalny efekt następuje w ciągu 6–8 godzin.

## Zastosowanie
- nadciśnienie tętnicze pierwotne[7]

W 2016 roku fimasartan nie był dopuszczony do obrotu w Polsce.

## Działania niepożądane
Fimasartan może powodować następujące działania niepożądane, odnotowane u ponad 3% pacjentów w badaniach klinicznych oraz obserwacyjnych:
- ból głowy
- zawroty głowy
- świąd
- ból brzucha
- zmęczenie